# Haselberg (Adelsgeschlecht)

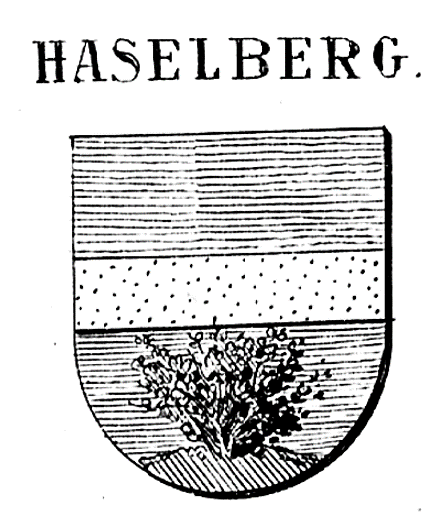
Wappen derer von Haselberg bei Johann Siebmacher mit abweichender Tingierung

Haselberg ist der Name eines einst schwedischen, später auch deutschen Adelsgeschlechts, dessen Stammreihe mit Joachim Haselberg beginnt, einem Kaufmann zu Rostock im 16. Jahrhundert.

## Geschichte
Die ältesten bekannten Familienangehörigen lebten im 16. und 17. Jahrhundert in Mecklenburg und in Schwedisch-Pommern. Peter Haselberg war 1676 Ratsherr und 1680 Bürgermeister von Barth. Der Sekretär der Universität und des Greifswalder Konsistoriums, Peter Haselberg († 1730), war wahrscheinlich dessen Urenkel. Dessen Sohn, Peter Matthias Haselberg (1712–1780) war Landsyndikus von Schwedisch-Pommern. Seine Söhne wurden in den erblichen schwedischen Adelsstand erhoben.

## Adelserhebung
Erhebung in den schwedischen Adelsstand am 22. November 1810 in Stockholm für die Brüder Gabriel Peter Haselberg, Oberappellationsrat in Greifswald, und Lorenz Wilhelm Haselberg, Professor an der Universität Greifswald. Die Adelsführung wird nach dem Übergang von Schwedisch-Pommern an Preußen im Jahr 1815 nicht beanstandet.

## Wappen (1810)
Blasonierung: Durch einen goldenen Balken geteilt, oben blau ohne Bild, unten in Grün auf silbernem Hügel ein silberner Haselnussstrauch. Auf dem Helm mit blau-goldenen Decken drei silberne Straußenfedern.

## Namensträger
- Ernst von Haselberg (1796–1854), deutscher Mediziner
- Ernst von Haselberg (1827–1905), deutscher Architekt
- Gabriel Peter von Haselberg (1763–1838), deutscher Rechtswissenschaftler
- Lorenz Wilhelm von Haselberg (1764–1844), deutscher Mediziner
- Peter von Haselberg (1908–1994), deutscher Journalist
- Lea Wohl von Haselberg (geboren 1984), deutsche Film- und Medienwissenschaftlerin